# Victor Correia
Victor Correia (Conakri, Guinea, 12 de enero de 1985) es un exfutbolista guineano. Jugaba de volante y se retiró en 2016.

## Selección nacional
Fue internacional con la Selección de fútbol de Guinea, jugó 4 partidos internacionales.

## Clubes
| Club           | País    | Año       |
| -------------- | ------- | --------- |
| Fello Star     | Guinea  | 2004      |
| Satellite FC   | Guinea  | 2005      |
| KSC Lokeren    | Bélgica | 2006      |
| Lausanne Sport | Suiza   | 2006-2007 |
| AS Cherburgo   | Francia | 2007-2008 |
| RC Strasburgo  | Francia | 2008-2010 |